# Albert Tomàs
Albert Tomàs i Sobrepera (Barcelona, 19 december 1970) is een voormalig Spaans profvoetballer. Hij speelde als verdediger.

## Clubvoetbal
Tomàs speelde in de jeugdelftallen van FC Barcelona, waaronder het tweede elftal. Hij speelde namens het eerste elftal in de Copa de Catalunya. Tomàs maakte in 1992 deel uit van de hoofdselectie voor de finale van de Europa Cup I, waarin werd gewonnen van Sampdoria, maar de verdediger kwam niet tot spelen. In het seizoen 1993/1994 speelde hij op huurbasis bij UE Lleida. In 1994 werd Tomàs gecontracteerd door Albacete Balompié, waarmee hij twee seizoenen in de Primera División en één jaargang in de Segunda División A speelde. Later speelde de verdediger bij CD Toledo (1997/1998), het Japanse Vissel Kobe (1998/1999), UD Levante (1999-2001), Gimnàstic de Tarragona (2001/2002) en CE Sabadell (2002-2004).
Nadat Tomàs zijn loopbaan als profvoetballer had beëindigd, kreeg hij een bestuursfunctie bij CE Sabadell. Daarnaast speelde Tomàs met het veteranenteam van FC Barcelona zaalvoetbal in de Liga Fútbol Indoor de Veteranos.

## Nationaal elftal
Tomàs speelde nooit voor het Spaans nationaal elftal. Wel speelde hij enkele wedstrijden in het Catalaans elftal.